# BEMER Cyclassics 2023
26. ročník jednodenního cyklistického závodu BEMER Cyclassics se konal 20. srpna 2023 v německém městě Hamburk a okolí. Vítězem se stal Dán Mads Pedersen z týmu Lidl–Trek. Na druhém a třetím místě se umístili Nizozemec Danny van Poppel (Bora–Hansgrohe) a Ital Elia Viviani (Ineos Grenadiers). Závod byl součástí UCI World Tour 2023 na úrovni 1.UWT a byl dvacátým osmým závodem tohoto seriálu.

## Týmy
Závodu se zúčastnilo všech 18 UCI WorldTeamů a 3 UCI ProTeamy. Týmy Israel–Premier Tech, Lotto–Dstny a Team TotalEnergies dostaly automatické pozvánky jako 3 nejlepší UCI ProTeamy sezóny 2022. Všechny týmy přijely na start se sedmi jezdci kromě týmu Cofidis s šesti jezdci, celkem se tak na start postavilo 146 závodníků. Do cíle v Hamburku dojelo 137 z nich.
UCI WorldTeamy
- AG2R Citroën Team
- Alpecin–Deceuninck
- Arkéa–Samsic
- Astana Qazaqstan Team
- Bora–Hansgrohe
- Cofidis
- EF Education–EasyPost
- Groupama–FDJ
- Ineos Grenadiers
- Intermarché–Circus–Wanty
- Lidl–Trek
- Movistar Team
- Soudal–Quick-Step
- Team Bahrain Victorious
- Team dsm–firmenich
- Team Jayco–AlUla
- Team Jumbo–Visma
- UAE Team Emirates

UCI ProTeamy
- Israel–Premier Tech
- Lotto–Dstny
- Team TotalEnergies

## Výsledky
| Pořadí | Jezdec                 | Tým               | Čas        |
| ------ | ---------------------- | ----------------- | ---------- |
| 1      | Mads Pedersen (DEN)    | Lidl–Trek         | 4h 36' 35" |
| 2      | Danny van Poppel (NED) | Bora–Hansgrohe    | + 0"       |
| 3      | Elia Viviani (ITA)     | Ineos Grenadiers  | + 0"       |
| 4      | Arnaud Démare (FRA)    | Arkéa–Samsic      | + 0"       |
| 5      | Laurence Pithie (NZL)  | Groupama–FDJ      | + 0"       |
| 6      | Yves Lampaert (BEL)    | Soudal–Quick-Step | + 0"       |
| 7      | Arnaud De Lie (BEL)    | Lotto–Dstny       | + 0"       |
| 8      | Nils Politt (GER)      | Bora–Hansgrohe    | + 0"       |
| 9      | Max Kanter (GER)       | Movistar Team     | + 0"       |
| 10     | Marc Hirschi (SUI)     | UAE Team Emirates | + 0"       |